# Vadnais Heights
Vadnais Heights är en stad i Ramsey County i Minnesota. Vid 2010 års folkräkning hade staden 12 302 invånare.

## Kända personer från Vadnais Heights
- Justin Bostrom, ishockeyspelare
- Hannah Brandt, ishockeyspelare
- Justin Braun, ishockeyspelare